# Эжагам
Эжагам (фр. Lac Ejagham) — небольшое озеро на юго-западе Камеруна. Находится недалеко от города Эюможок в Юго-Западном регионе.
Эжагам имеет овальную форму. Длина озера 1050 метров, ширина — около 700 метров. Площадь озера составляет 0,49 км². Максимальная глубина — 18 метров.
Несмотря на небольшие размеры, в озере обитают 6 эндемичных видов цихлид: Coptodon ejagham, Coptodon deckerti, Coptodon fusiforme, Coptodon nigrans, Sarotherodon lamprechti и Sarotherodon knauerae.
Средняя температура в этом регионе составляет 21 °C. Самый теплый месяц — декабрь при средней температуре 22 ° C, а самый холодный — август при средней температуре 20 °C. Среднее количество осадков составляет 3931 миллиметр в год. Самый влажный месяц — сентябрь (605 мм осадков), а самый сухой — январь (40 мм осадков).